# ブリガード・ド・キュイジーヌ
ブリガード・ド・キュイジーヌ（仏: Brigade de cuisine）は直訳すると「料理団」であり、主にフランス料理を提供するレストランおよびホテルの厨房内に組織されている、役割分担と作業責任が明確に定められた調理師たちの集団である。英語圏の厨房でも一般にこのフランス式の呼称が用いられる。調理工程の効率化を目的にして、19世紀末にフランス人シェフのオーギュスト・エスコフィエによって考案された。
従来の厨房では、注文が来る度に手の空いている調理師から取り掛かるという雑然とした作業が行われていたが、エスコフィエは調理作業を複数の部門に分割し、それぞれに専門のシェフを置いた組織構造を導入した。各人の役割と責任を明確に定めたこのアイディアは成功し、特にフルコースメニューにおいて一定の品質を保った料理を迅速に提供出来るようになった。
料理団の構成員は、シェフ、副シェフ、部門シェフ、准シェフ、コミ、アプランティといった職位に格付けされた。部門シェフ以下は、ソーシエ（仕上げ）、ロティスール（主菜）、アントルメティエ（温前菜）、ガルドマンジェ（冷前菜）、パティシエ（菓子）、トゥルナン（控え）の各部門に振り分けられた。なお、下記の職位と部門一覧は古典的かつ代表的な一例であり、実際は厨房ごとに様々な違いが見られる。階層構成は軍隊の編制に似る。

## 職位

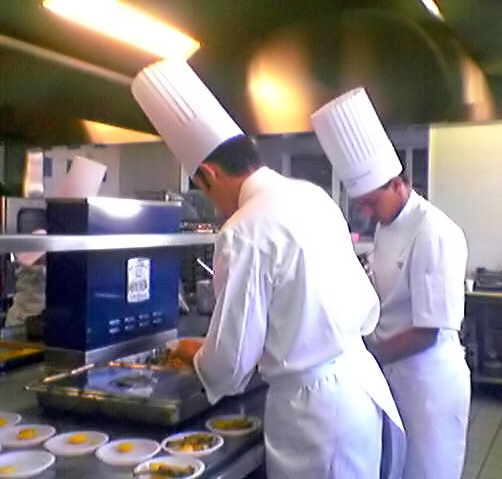
シェフ

シェフ・ド・キュイジーヌ（Chef de cuisine）「シェフ」
料理長。厨房運営の総責任者であり、メニューの作成から仕入れ管理、スタッフ管理、勤務スケジューリング、衛生チェックなどその職務は多岐に渡る。また、支配人と共に経営や広報といったマネージメント業務にも参画する事がある（この場合は一社員ではなく、経営陣の一員・取締役となる）。大きな料理団のシェフほどマネージメントに重きを置いて、調理現場から離れる傾向もある。
スーシェフ・ド・キュイジーヌ（Sous-chef de cuisine）「副シェフ」
シェフの補佐役であり、シェフの不在時は代理となる。基本は一人だが大きな料理団では複数名置かれる事もあり、小さな料理団では省略される事もある。全体的な監督とサポートおよび部門シェフ不在時のカバーなど幅広い調理活動を行ってる事が多い。
シェフ・ド・パルティ（Chef de partie）「部門シェフ」
厨房内の部門責任者であり、調理師たちを監督する。小さな料理団では准シェフ（綴りは’’Demi-chef’’だけ）と呼ばれる事もあり、これはアメリカでよく見られる。
ドミシェフ・ド・パルティ（Demi-chef de partie）「部門准シェフ」
部門シェフの補佐役であり、部門内で一つの係を受け持つ。小さな料理団では置かれない事もある。
コミ（Commis）「調理師」
初年コミは部門シェフの指導を受けながら調理を行う。また調理用具の手入れも行う。熟練コミは一人前扱いとなり、指示された中での任意の調理が許される。
アプランティ（Apprenti(e)）「見習い」
研修段階の者達であり、厨房内で実務経験を積みながら下準備や清掃などの雑用を行う。

## 部門

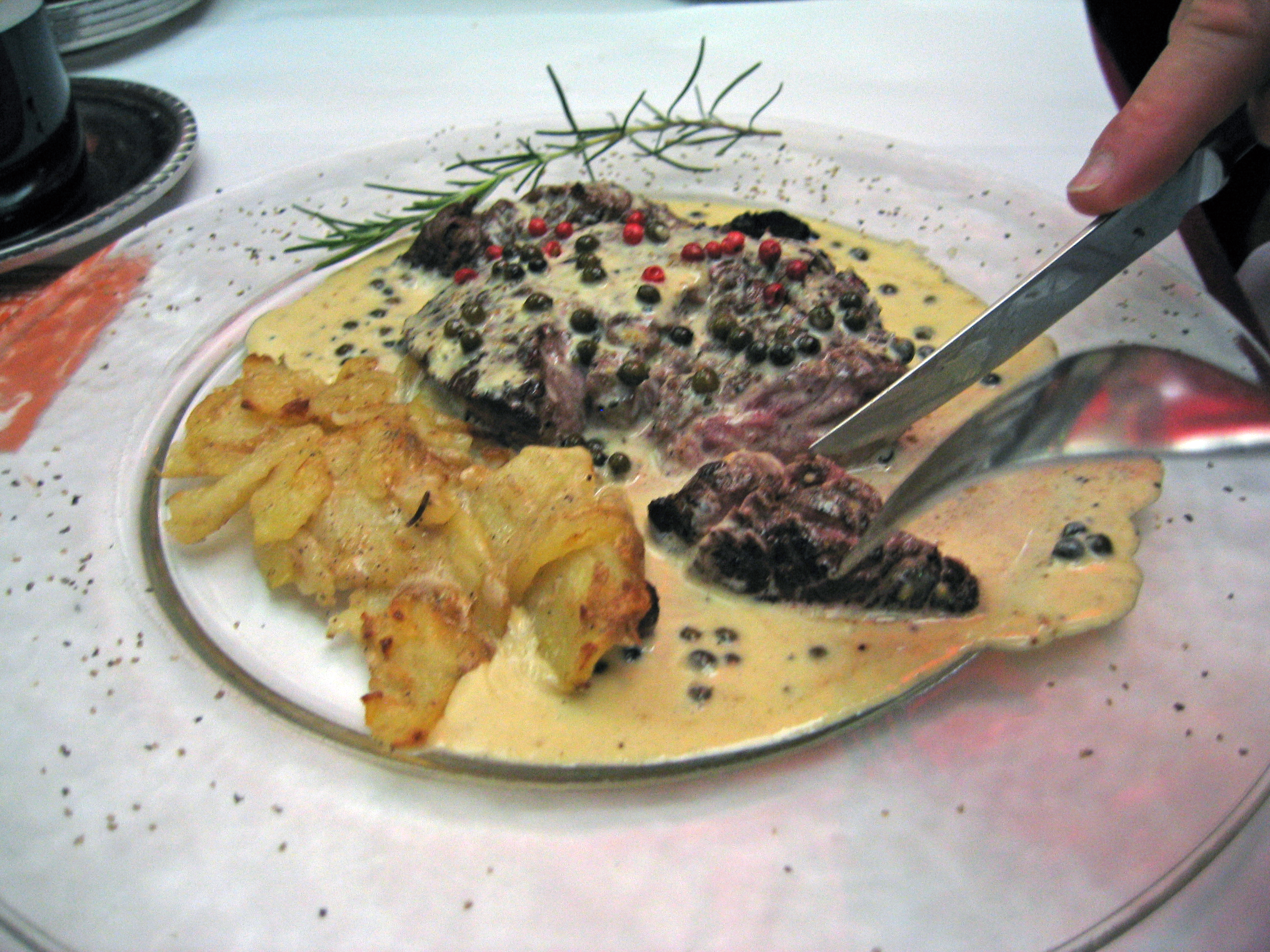
ペッパーソース

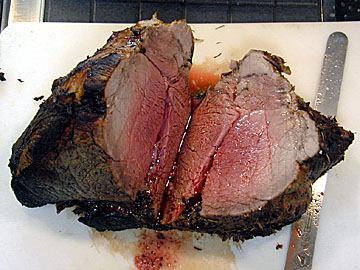
ロースト

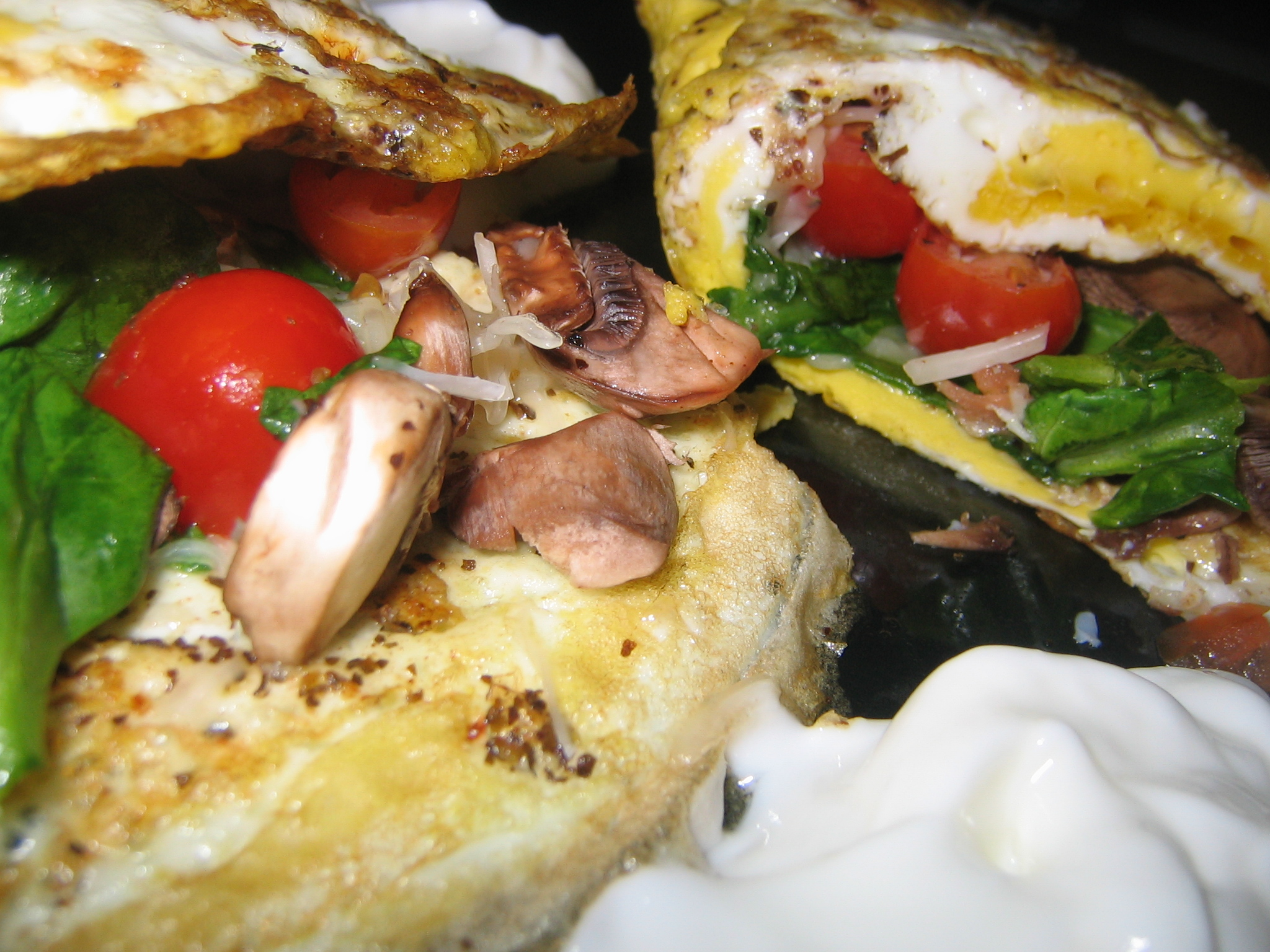
オムレツ

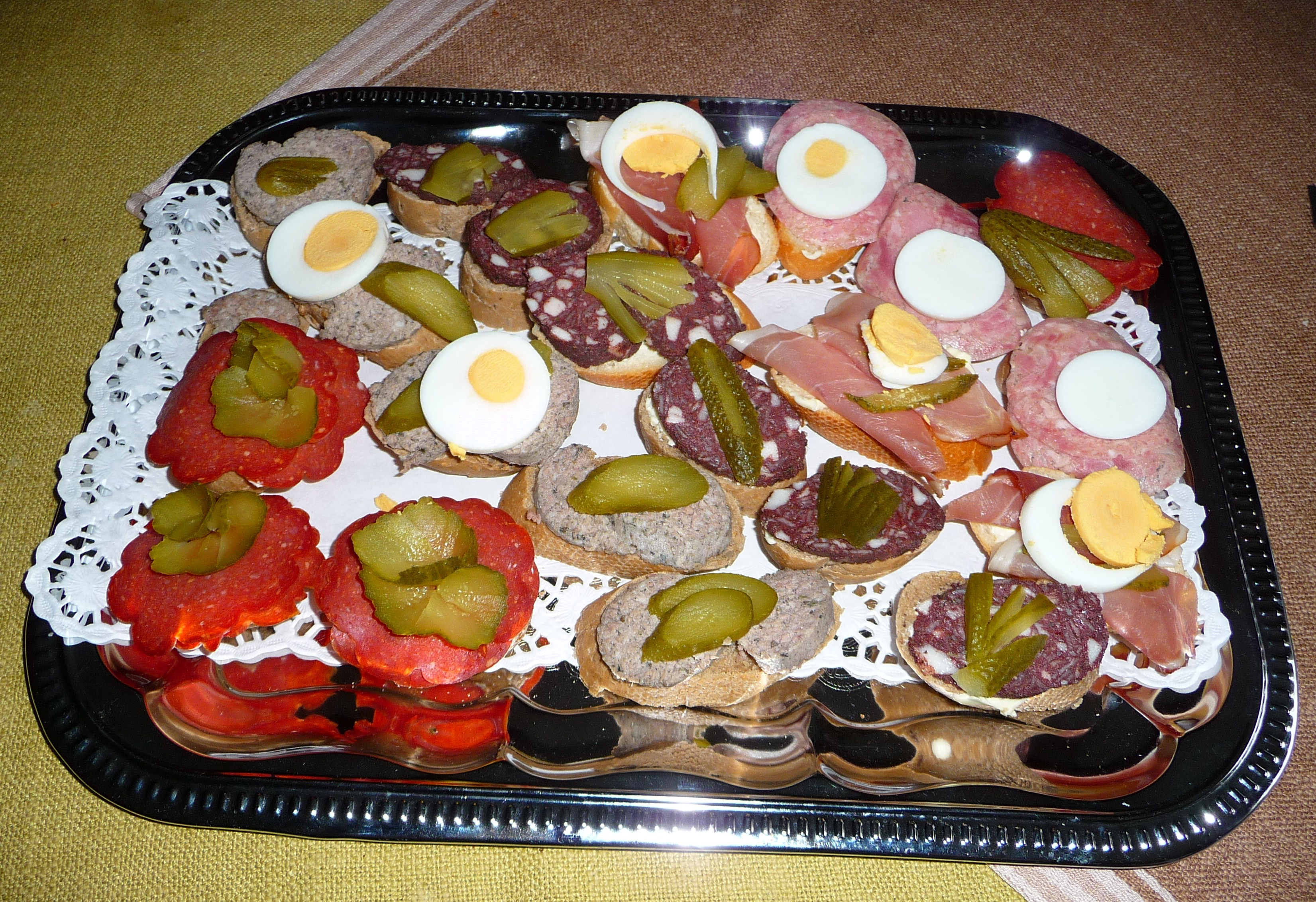
オードブル

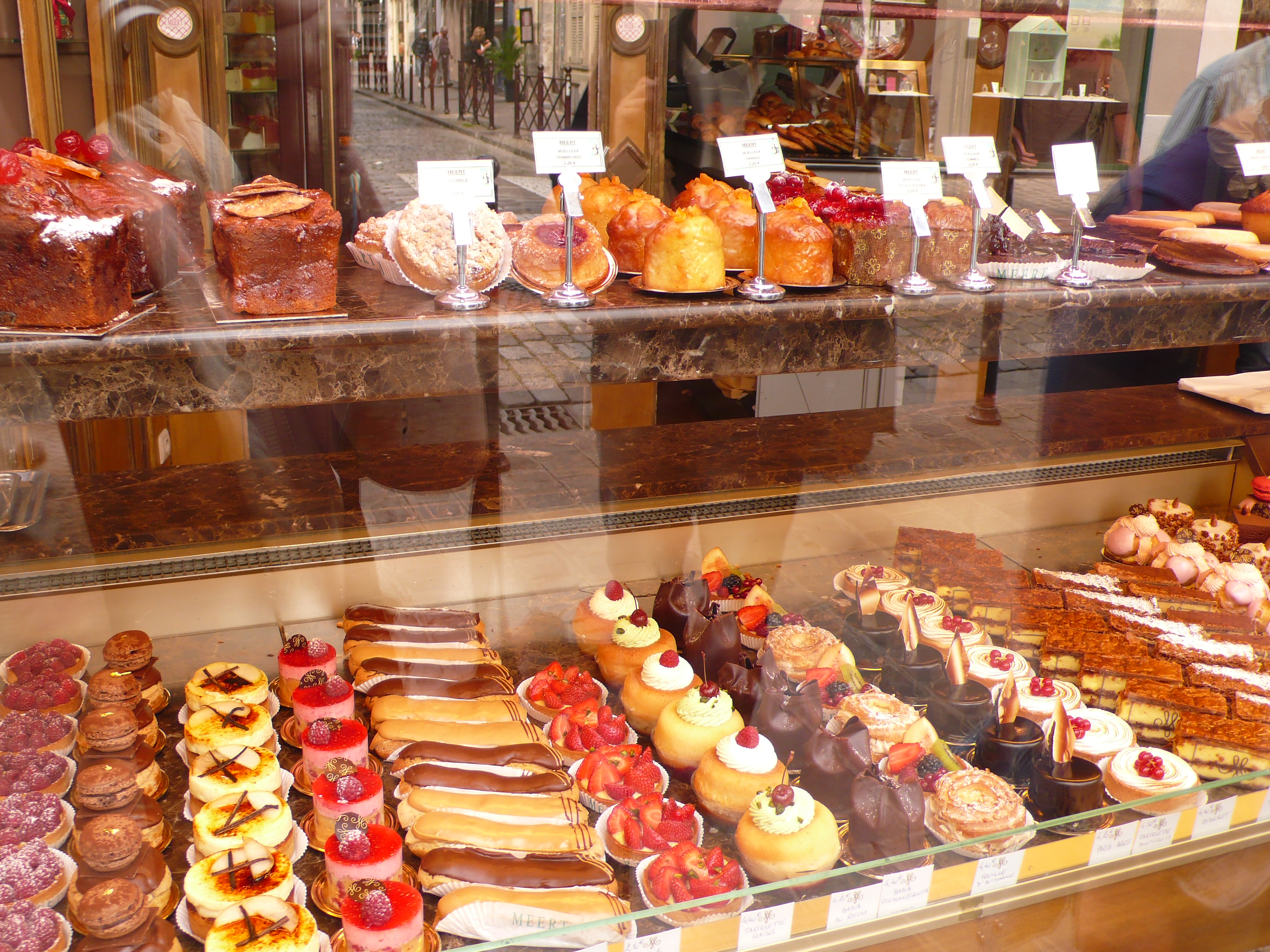
ペイストリー

ソーシエ（Saucier）「ソース部門」
ソース作りを担当する。肉料理（主菜）の仕上げをして完成させる。ソテー料理も作る。小さな厨房では魚料理も担当する。厨房内で最も名誉な役割とされる。
ポワソニエ（Poissonnier）「魚料理係」
魚料理を担当する。小さな厨房ではソーシエが兼任する。レストランによっては部門シェフが監督する一つの部門になっている所もある。

ロティスール（Rôtisseur）「肉料理部門」
肉料理を担当する。遠火焼き、直火焼き、揚げ焼きといった調理の中で、大きな厨房では直火焼きはグリヤーダンに、揚げ焼きはフリチュリエに分担される。
グリヤーダン（Grillardin）「グリル係」
直火焼きを担当する。小さな厨房ではロティスールが兼任する。
フリチュリエ（Friturier）「フライ係」
揚げ焼きを担当する。小さな厨房ではロティスールが兼任する。

アントルメティエ（Entremétier）「温前菜部門」
アントレを担当する。肉と魚以外の温かい料理を専門とし卵料理、スープ料理、野菜料理などを調理した。大きな厨房ではスープ料理はポタジエに、野菜料理はレギュミエに分担される。
ポタジエ（Potagier）「スープ料理係」
スープ料理を担当する。小さな厨房ではアントルメティエが兼任する。
レギュミエ（Légumier）「野菜料理係」
野菜料理を担当する。小さな厨房ではアントルメティエが兼任する。

ガルドマンジェ（Garde manger）「冷前菜部門」
オードブルを担当する。冷たい料理を専門としパテ、テリーヌ、アスピックなどを調理した。またサラダも作った。ハム、ソーセージ、ベーコンなどの食肉加工品も揃えるが、大きな厨房ではシャルキュトリに分担される。また、それらを盛り付けたディッシュをビュッフェテーブルに並べてその飾り付けも専門とした。
シャルキュトリ（Charcuterie）「食肉加工品係」
ハム、ソーセージ、ベーコンなどの食肉加工品を担当する。小さな厨房ではガルドマンジェが兼任する。
ブーシェ（Boucher）「肉切り係」
肉の切り分けを担当する。肉にパン粉をまぶす下ごしらえも行う。ロティシュール（肉料理部門）にも協力する。ガルドマンジェに属する事が多いが、ここは余り兼任されない。

パティシエ（Pâtissier）「デザート部門」
デザートを担当する。ブーランジェがいない時はパンとペイストリーも作る。またパスタを作る事もある。大きな厨房では菓子一般はコンフィズールに、氷菓子と生菓子はグラシエに、工芸菓子はデコラテュールに分担される。
ブーランジェ（Boulanger）「パン係」
パン作りとペイストリーを担当する。小さな厨房ではパティシエが兼任する。
コンフィズール（Confiseur）「菓子係」
キャンディやプチフールなど菓子一般を担当する。小さな厨房ではパティシエが兼任する。
グラシエ（Glacier）「冷菓係」
アイスクリームやプリンなどの氷菓子と生菓子を担当する。小さな厨房ではパティシエが兼任する。
デコラトゥール（Décorateur）「工芸菓子係」
ピエスモンテとショーピースを担当する。小さな厨房ではパティシエが兼任する。

トゥルナン（Tournant）「控え部門」
各部門を臨機応変にサポートするコミ達がここに置かれた。またその日の調理状況で手の空いたコミ達もここに回された。

## 補助部門

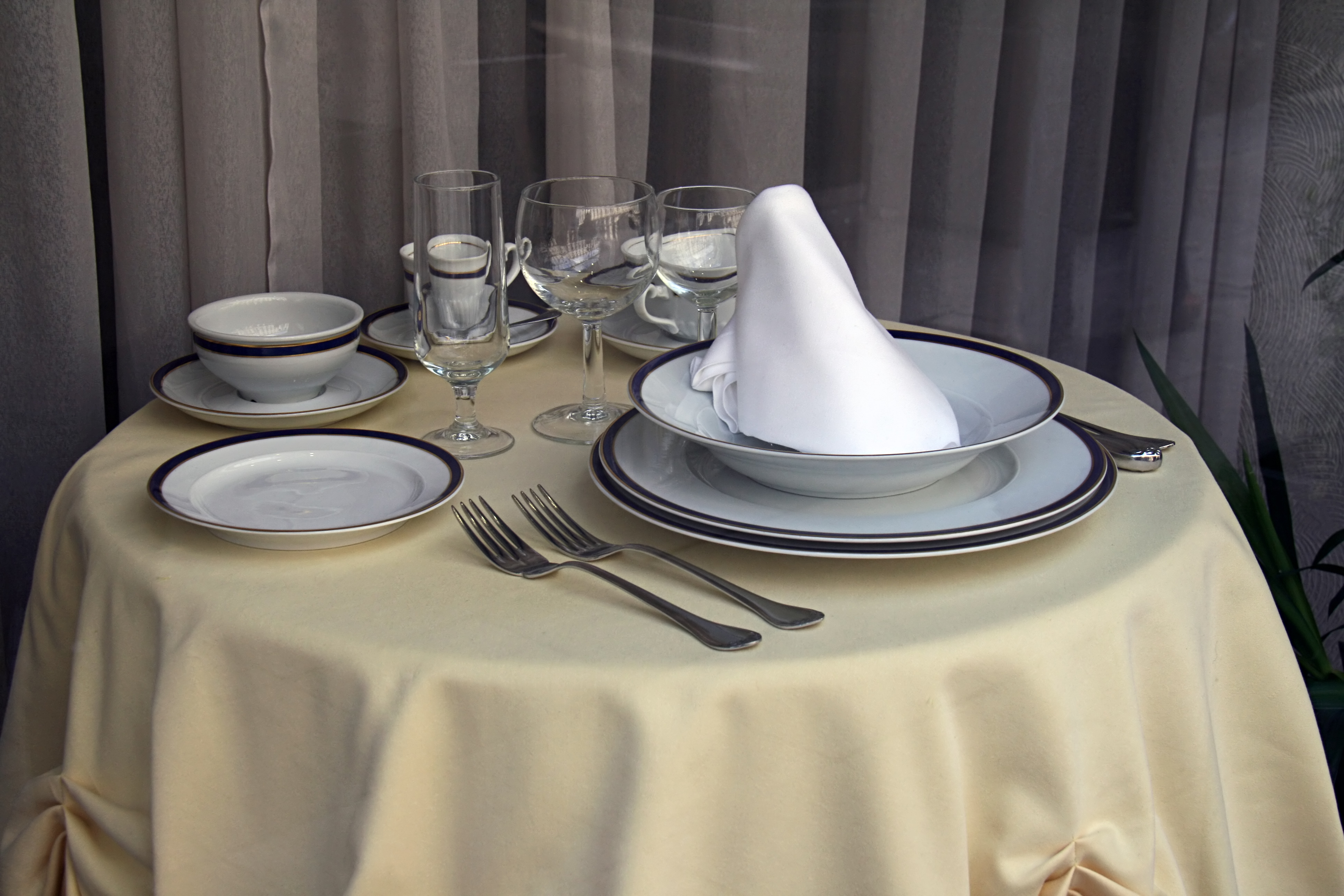
食器

コミュナー（Communard）「賄い係」
料理団同僚たちの賄い料理を作る。大きな厨房では専門のコミ達が置かれた。小さな厨房では各部門の当直がそれぞれ料理を作って同僚全体に提供した。
プロンジュール（Plongeur）「皿洗い係」
食器と調理用具の洗浄を担当する。また調理場の片付けや清掃、厨房開始前の下準備も行う。大きな厨房では鍋器具の洗浄はマルミトンに分担される。初年コミかアプランティの役目となる。
マルミトン（Marmiton）「鍋洗い係」
深鍋や平鍋などの洗浄を担当する。小さな厨房ではプロンジュールが兼任する。アプランティの役目となる。
ギャルソン（Garçon）「雑用係」
厨房内外の雑用を行う。アプランティの役目となる。

## その他
アボワユール（Aboyeur）「応待役」

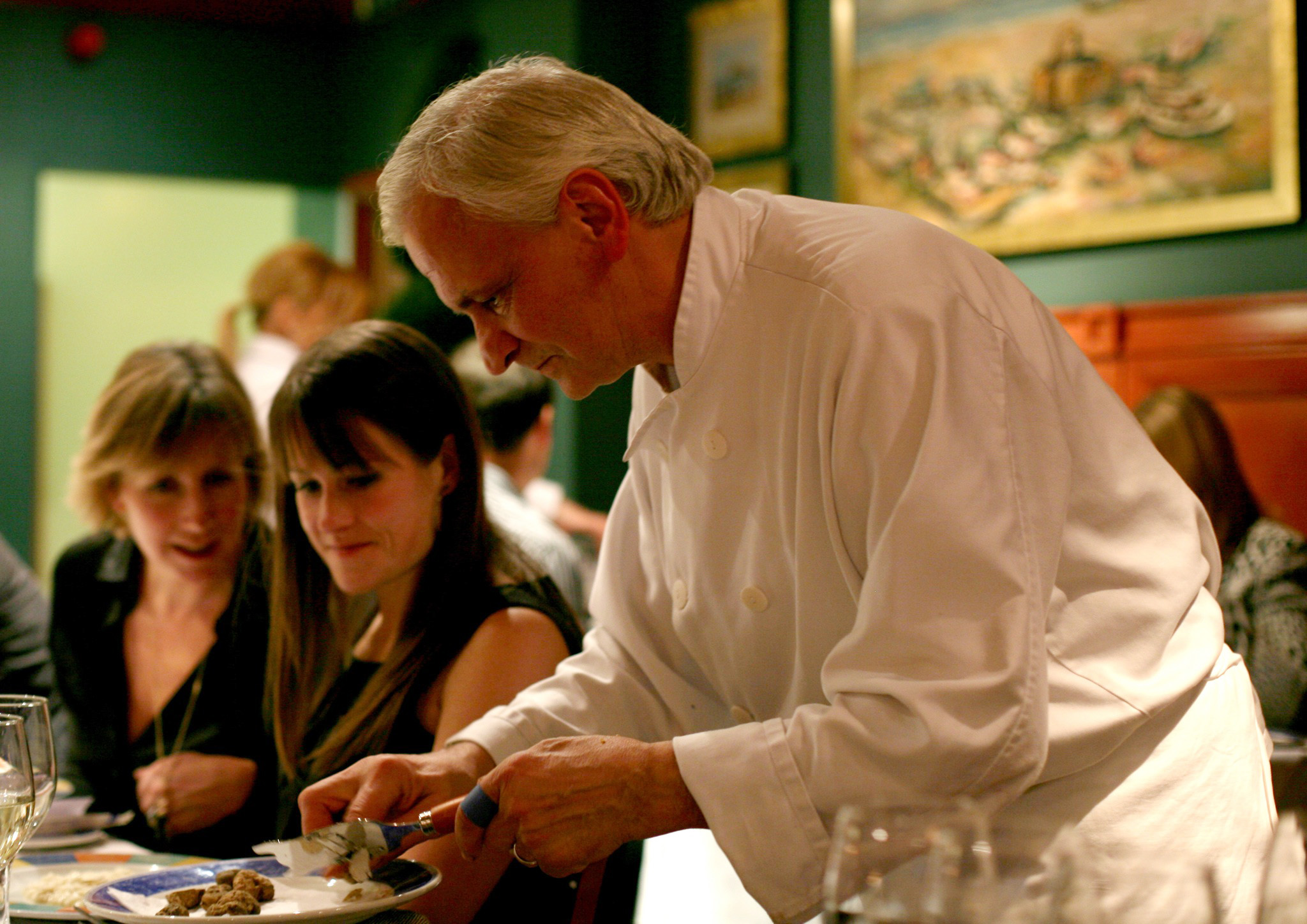
迎賓

来客、賓客にその日のメニュー状況やお薦め品を説明し、また必要に応じて客席とコミュニケーションを取った。客前でパフォーマンスを兼ねた料理の仕上げをする事もある。専らシェフか副シェフが担当し、部門シェフが務める事もあった。

## 文献
- Dominé, André (ed.). Culinaria France. Cologne: Könemann Verlagsgesellschaft mbh, 1998. ISBN 978-3833111297
- The Culinary Institute of America. The Professional Chef. 8th ed. Hoboken, NJ: John Wiley & Sons, INC, 2006. ISBN 978-0764557347
- Patrick Rambourg, Histoire de la cuisine et de la gastronomie françaises, Paris, Ed. Perrin (coll. tempus n° 359), 2010, 381 pages. (ISBN 978-2-262-03318-7)